# Tobias Gutmann Feder
Tobias Gutmann Feder (* um 1760 in Przedbórz; † 1817 in Tarnopol) war ein Protagonist der jüdischen Aufklärung in Galizien. Er verfasste grammatische und exegetische Schriften sowie Satiren in hebräischer Sprache.

## Leben
Feder verdingte sich auf Reisen in Deutschland, Polen und Galizien in meist niederen Stellungen als Kantor, Lehrer und Prediger. In der Nachfolge des Gaon von Wilna polemisierte er als Satiriker gegen den Chassidismus. Als Menachem Mendel Lefin das biblische Buch der Sprichwörter ins Jiddische übersetzte, ließ er dagegen eine Schmähschrift (Kol mechazezím, „Die Stimme der Bogenschützen“, nach Richter 5,11) handschriftlich zirkulieren, in der Hartwig Wessely, Isaac Euchel und andere Vertreter der Haskala ein fiktives Gespräch im Himmel über diese Übersetzung führen. Die Schrift macht Lefin den Vorwurf, statt einer geeigneteren Sprache wie Deutsch oder Französisch ausgerechnet das Jiddische gewählt zu haben, vergleicht seine Übersetzung mit Erbrochenem und Kot und mokiert sich über die angebliche Unverständlichkeit des Jiddischen, das eine wirre Sprachmischung sei und allenfalls für Ungebildete, besonders Frauen tauge. 
Jánkew Schmúel Byk (1772–1831), ein Kaufmann und Anhänger Lefins, antwortete darauf am 1. Januar 1815 in einem offenen Brief, der eine frühe Apologetik des Jiddischen darstellt. Er forderte Feder auf, sein Pamphlet nicht zu publizieren, da seine Kritik an Lefin zu persönlich gehalten sei und auch die Haskala gefährde. In der Sache widersprach er, dass das Jiddische eine eigenständige, auch von Nichtjuden als solche anerkannte Sprache sei, historisches Erbe des aschkenasischen Judentums, literarisch entwicklungsfähig und in der Anwendung des Gelehrten ein geeignetes Medium, um Bildung auch den Ungebildeten nahezubringen. Feder antwortete am 30. April 1815 mit einer Erklärung, die Ehre Lefins nicht angreifen zu wollen, aber in der Sprachenfrage seine Überzeugungen auch nicht widerrufen zu können. Gegen Zahlung von 100 polnischen Złoty zur Entschädigung des Druckers und des Verlegers erklärte er sich aber bereit, auf die Veröffentlichung im Druck zu verzichten. Byk konnte die geforderte Summe im Freundeskreis Lefins auftreiben, und Feder scheint Wort gehalten zu haben, da die erste nachweisbare Druckausgabe des Werks erst 1853 erschien.
Die Kontroverse, an deren Ende Feder seine Schrift nicht aus Überzeugung, sondern gegen eine Geldzahlung zurückgezogen haben soll, blieb zu ihrer Zeit ohne große Wirkung, erlangte aber im 19. Jahrhundert im Rahmen der Ausbildung eines jiddischen Sprachbewusstseins Bedeutung für die entstehende jiddischistische Sprachbewegung.